# Edificio en la calle Turgenjeva, n°1, en Belgrado
El edificio en la calle Turgenjeva, n°1 en Belgrado levantada en 1935, es importante para la organización y funcionamiento del Partido Comunista de Yugoslavia. Representa un patrimonio cultural como monumento nacional.

## Arquitectura
Fue construida como la casa familiar del médico de Belgrado kuća beogradskog lekara Radomir Ćirković. El edificio se encuentra en la esquina de la calle Kirovljeveva y Turgenjeva en el Municipio de Čukarica, está un poco retirada adentro, con un jardín pequeño delante de la fachada frontal. Fue construida según el proyecto del ingeniero arquitecto municipal Marko Andrejević como un edificio de la esquina de dos puertas cuya fachada principal con la terraza mira hacia la intersección, mientras que las fachadas laterales salen a la línea regular de las calles mencionadas. El edificio tiene dos niveles conectados por una escalera de piedra. Fue construido de material sólido – ladrillos — y cubierto con tejas. Una vez este edificio tenía tres entradas: dos llevaban desde la calle Turgenjeva hasta los cuartos de la planta baja, y la tercera llevaba desde la calle Kirovljev hasta el sótano. Una de las dos primeras entradas después fue emparedada.
Además del propietario,  en ella vivieron los activistas del partido, Lazar Kočović i Petruša Kočović-Zorić. Ya desde el año 1936 el edificio fue convertido en un lugar de encuentros y de residencia temporal de los miembros prominentes del Liga de Comunistas de Yugoslavia. En el año 1943 Lazar Kočović fue primero detenido como activista de Movimiento de Liberación Popular  y después fusilado en el campo en Banjica. Su hermana Petruša se quedó en el mismo departamento hasta el año 1945. 

## Historia
En los años antes de Drugi svetski rat la disposición de esta construcción y su posición fue adecuado para las necesidades del Partido. Según los recuerdos de Petriša, al igual que de los demás activistas, en este edificio se encontraban o se escondían de la persecución policial muchos activistas. Está notado que aquí residían: Sreten Žujović, Moma Marković, Svetozar Vukmanović-Tempo, Lepa Perović, Krsto Popivoda, Milojko Mićunović, Žuro Strugar, Ivan Milutinović, Blagoje Nešković y los demás. Antes de la guerra en el edificio se realizaron muchas reuniones y consultas. Dos consultas más importantes del Comité provincial del Partido Comunista de Yugoslavia para Serbia tuvieron lugar en mayo y junio del año 1941 en el edificio de Radomir Ćirković en la calle Turgenjeva, n° 1. En el Simposio de marzo hecho el 30 de marzo estuvieron presentes: Josip Broz Tito, Rade Končar, Ivan Milutinović, Žuro Strugar, Miloš Matijević, Lazar Koliševski, Ljubinka Milosavljević, David Pajić, Radoje Dakić, Ivo Lola Ribar, Milovan Đilas, Svetozar Vukmanović Tempo y muchos más. Sobre esta reunión están publicados muchos trabajos, además de los recuerdos de los participantes y numerosos artículos en diarios y revistas, este acontecimiento de marzo está descrito en la monografía: ”Čukarica, movimiento de obreros y el Movimiento de Liberación Popular“, y también en el sexto volumen de las obras completas de Tito.